# Lisa Brennan-Jobs
Lisa Brennan-Jobs (17. maj 1978), er en amerikansk journalist og forfatter. Hun er datter af Steve Jobs.